# Södra skånska regementet
Södra skånska regementet (P 7) är ett pansarförband inom svenska armén som verkat i olika former åren 1963–1997 och återigen från 2000. Förbandsledningen är förlagd i Revinge garnison i Revingeby.

## Historia

### Bildandet
I samband med försvarsbeslutet 1958 beslutade riksdagen att åtta pansarbrigader, med nya stridsfordon, skulle organiseras inom armén. Ett beslut, som av ekonomiska skäl, ändrades i augusti 1960 till att endast omfatta sju pansarbrigader. År 1963 blev Södra skånska infanteriregementet, som sattes upp redan 1811, ett pansarregemente och bytte då namn till Södra skånska regementet med beteckningen P 7. Utbildningsåret 1964/1965 blev de första vid regementet att utbildas till regementets pansarbrigad. Brigadens olika delar kom dock att fördelas mellan två orter, Ystad och Revingehed. I Ystad, där även regementsstaben var förlagd, utbildades de hjulfordonsbaserade förbanden och i Revingehed stridsfordonsförbanden. I Revingehed bestod utbildningsorganisationen i regel av två pansarskyttekompanier, ett stridsfordonskompani och delar av pansartrosskompaniet. I Ystad bestod utbildningsorganisationen av Livkompaniet (befälsutbildningskompani), pansarvärnskompaniet, pansarbataljonsstabskompaniet, och delar av pansartrosskompaniet.

### 1974 års regeringsform
I samband med att 1974 års regeringsform trädde i kraft den 1 januari 1975, ändrades namnet från Kungliga Södra skånska regementet till enbart Södra skånska regementet. Samtidigt fråntogs Konungen den formella rollen som högste befälhavare för krigsmakten, vilket även kom att gälla rollen som förbandschef över gardesförbanden. Från den 1 januari 1975 blev monarken istället hederschef över gardesförbanden.

### OLLI-reformen
I samband med OLLI-reformen, vilken genomfördes inom försvaret åren 1973–1975, sammanslogs Södra skånska regementet med Malmö försvarsområde (Fo 11). Från den 1 juli 1976 bildades försvarsområdesregementet P 7/Fo 11. Detta medförde att inom Malmö försvarsområde blev Södra skånska regementet ett A-förband (försvarsområdesregemente), Skånska luftvärnsregementet blev ett B-förband (utbildningsförband). Södra skånska regementet fick det samlade mobiliserings- och materialansvaret inom försvarsområdet, och B-förbanden svarade endast som ett utbildningsförband.

### Försvarsbesluten
Inför försvarsbeslutet 1977 hade Försvarets fredsorganisationsutredning (FFU) utrett olika alternativ om arméns fredsorganisation i Skåne. Bland annat konstaterades utredningen att samtliga förband inom pansartrupperna hade överskott på förläggningsplatser. Dock konstaterades samtidigt att Skånska dragonregementet (P 2) och Norrbottens pansarbataljon (P 5) inte nådde upp till den värnpliktsstyrka, som enligt FFU, borde vara ett riktvärde för utbildningen vid pansartrupperna. FFU hade även studerat möjligheten med att minska pansartrupperna i Skåne med ett regemente. Syftet var att samla utbildning på skilda stridsvagnstyper till ett förband, detta då Norra skånska regementet (P 6/Fo 14) utbildade värnpliktiga på Centurion-stridsvagnar, och Skånska dragonregementet (P 2) tillsammans med Södra skånska regementet (P 7/Fo 11) utbildade värnpliktiga på Stridsvagn S. Av de olika alternativen som FFU hade studerat, var det två som berörde Skånska dragonregementet, alternativ C och alternativ D. I alternativ C skulle Skånska dragonregementet avvecklas, och utbildningsansvaret överföras till Södra skånska regementet. Alternativ D berörde regementet endast indirekt, genom att Skånska dragonregementet skulle kvarstå i fredsorganisationen, samt bibehålla rollen som mobiliseringsmyndighet. Vidare innebar alternativ D att pansarutbildningen i Ystad skulle avvecklas och ersätts med luftvärnsutbildning, samt att den pansarutbildning som bedrevs i Revingehed organisatoriskt står kvar i försvarsområdesregementet i Ystad, men samordnas med motsvarande utbildning i Hässleholm av Skånska dragonregementet. De båda alternativen kom att stå för handlingsväg 1 (pansarutbildningen i Ystad avvecklas och Lv 4 flyttas dit) och handlingsväg 2 (P 2 läggas ned och Lv 4 flyttas till Kristianstad). Försvarets fredsorganisationsutredning föredrog handlingsväg 1, då återverkningarna på sysselsättningen i Hässleholm vägde tyngre i deras samlade bedömning. Vilket även var den handlingsväg som riksdagen beslutade om, och som sedan verkställdes under 1982.
Den 25 maj 1982 hölls en avskedsceremoni på regementets kasernområde i Ystad, och den 29 maj hölls en avskedsceremoni på Stortorget i Ystad. Den 10 juni 1982 påbörjade Ystadsbataljonen sin omgruppering till Revingehed, marschen från Ystad till Revingehed gick via Fyledalen, Övedskloster, regementets minnesstenar vid Veberöd och Tvedöra. Vid ankomsten till Revingehed konstaterade brigadchefen och ställföreträdande regementschefen Stig Edgren att de tu hade blivit ett. Men trots att regementets utbildningsbataljon nu var samlad på ett ställe, så kvarstod försvarsområdesstaben, planerings- och samordningsenheten, halva fortifikationsenheten, kameralenheten. Vidare kvarstod materialansvaret för Skånska luftvärnsregementet (Lv 4) genom att regementet fortfarande ansvarade för läkarmottagningen och materielenheten i Ystad.
Inför försvarsutredning 1988 hade man utrett en avveckling av Skånska dragonregementet (P 2) alternativt Norra skånska regementet (P 6/Fo 14), medan Södra skånska regementet (P 7/Fo 11) hade undantagits. Anledningen till att Södra skånska regementet undantogs var att regeringen ansåg att gick att utbilda två brigader i Revingehed. Vilket försvarsminister Roine Carlsson föreslog riksdagen i sin proposition. Där då Kristianstadsbrigaden (PB 26) vid Norra skånska regementet (P 6/Fo 14) skulle underställas Södra skånska regementet, och lokaliseras till Revingehed, och där utbilda och omsätta två brigader. Den kvarvarande verksamheten vid Norra skånska regementet skulle då samlokaliseras med Wendes artilleriregemente i Norra Åsum. I december 1989 antog riksdagen regeringens proposition, dock kom aldrig riksdagen att besluta något om Norra skånska regementet och Kristianstadsbrigaden. Istället överläts frågan av riksdagen om ett eventuellt beslut till regeringen.
Genom försvarsbeslutet 1992 avskildes Malmöbrigaden (PB 7) från regementet 1994 och blev från 1 juli samma år ett kaderorganiserat krigsförband inom Södra militärområdet (Milo S) under namnet Södra skånska brigaden (MebB 7). Därmed överfördes utbildningsbataljon vid regementet till Södra skånska brigaden. Försvarsområdesstaben, planerings- och samordningsenheten, halva fortifikationsenheten, kameralenheten, samt läkarmottagningen och materielenheten i Ystad kvarstod under regementets förvaltning.

### Regementet läggs ner...
Inför försvarsbeslutet 1996 föreslog regeringen till riksdagen att antalet försvarsområdesstaber skulle reduceras, detta med bland annat hänvisning till den då pågående översynen av länsindelningarna. Där bland annat Malmöhus län och Kristianstads län den 1 januari 1998 bildade Skåne län. För försvarsområdesstaben vid Södra skånska regementet (P 7/Fo 11) innebar förslaget att den skulle avvecklas senast den 31 december 1997. Från den 1 januari 1998 kom regementet att uppgå i Södra skånska brigaden (MekB 7) under det nya namnet Södra skånska regementet och Södra skånska brigaden (MekB 7). Malmö försvarsområde (Fo 11) kom i sin tur att integreras i Kristianstads försvarsområde (Fo 14), under det nya namnet Skånes försvarsområde (Fo 14), vilken lydde under Skånska dragonregementet i Hässleholm.

### ... och återetableras
Inför försvarsbeslutet 2000 hade regeringen vägt Skånska dragonregementet (P 2/Fo 14) och Skånska dragonbrigaden (MekB 8) mot Södra skånska regementet och Södra skånska brigaden (MekB 7). Regeringen gjorde bedömningen att MekB 7 hade mekaniserad kapacitet och tillgång till goda övnings- och skjutfält. Vidare är MekB 7 en av de enheter som har de bästa förutsättningarna att genomföra manöverstrid med mekaniserade förband på eget övningsfält. Gällande MekB 8 bedömde regeringen att det fanns en mekaniserad kapaciteten och en bra infrastruktur, men att regementet och brigaden samtidigt hade begränsningar avseende det egna övningsfältets kapacitet och möjligheter till manöverstrid. Då Wendes artilleriregemente skulle avvecklas och inte utgöra någon huvudenhet inom artilleriet, så fanns det inte heller någon möjlighet till garnisonssamordning i Hässleholm. Regeringen bedömde i sin proposition att MekB 7 hade bättre långsiktiga förutsättningar för utbildning av mekaniserade förband. Och att Skånska dragonregementet (P 2/Fo 14) och Skånska dragonbrigaden (MekB 8) skulle avvecklas. Genom försvarsbeslutet 2000 kom Södra skånska regementet och Södra skånska brigaden (MekB 7) att anta namnet Södra skånska regementet (P 7).
Inför försvarsbeslutet 2004 var regeringen angelägna med att skapa rationella produktionsförutsättningar, och en långsiktigt hållbar organisationsstruktur. Den nya organisationen skulle svara mot de krav som den nya strukturen med insatsförband och utvecklings- och kompetensresurser ställer. Samtliga regemente utbildade mekaniserade förband, och hade goda produktionsförhållanden samt goda verkstadsresurser. Regeringen ville att Försvarsmakten skulle utvecklas till ett insatsförsvar, med en större tonvikt på internationalisering. Något som kom att medföra att regeringen föreslog en avveckling av ett antal tidigare brigadproducerande regementen. Inför försvarsbeslutet hade regeringen utrett en avveckling av Jämtlands fältjägarregemente (I 5), Södra skånska regementet (P 7), Södermanlands regemente (P 10) och Gotlands regemente (P 18). Det regemente som regeringen ansåg skulle vara kvar i organisationen var Södra skånska regementet (P 7). Något som regeringen motiverade med att Södra skånska regementet ansågs geografiskt ha den bästa fördelaktiga lokalisering, med närheten till ett övningsfält som var av central betydelse för Försvarsmakten. Regeringen fäste även stor vikt av att ha ett militärt utbildningsförband med markstridsinriktning i Skåneregionen, med korta avstånd både till Öresundsbron och Barsebäcksverket. Genom försvarsbeslutet 2004 kom även Södra militärdistriktet att avvecklas. Detta medförde att utbildningsgruppen Skånska gruppen underställdes från den 1 januari 2006 chefen för Södra skånska regementet (P 7). Skånska gruppen bestod av de två utbildningsgrupperna Södra skånska gruppen och Skånska dragongruppen, vilka sammanslogs den 1 juli 2005 till Skånska gruppen.
Genom försvarsbeslutet 2009 beslutades att fyra regionala staber skulle upprättas för ledning av hemvärnet och samverka med länsstyrelser. Skaraborgs regemente kom att ansvara för att bilda och sätta upp Militärregion Syd (MR S). Vidare kom regementet genom samma försvarsbeslut få ansvaret för att sätta upp 71. motoriserade bataljonen och 72. mekaniserade bataljonen.
Genom försvarsbeslutet 2015 kom en av regementets bataljoner att omorganiseras till en lätt mekaniserade bataljon. Vidare beslutades att regementet återigen skulle tillföras stridsvagnskompanier. Något som utgick i samband med försvarsbeslutet 2009. 
Den 1 januari 2013 bildades fyra militärregioner, där Södra militärregionen underställdes chefen för Södra skånska regementet, men löd under chefen insatsledningen i Högkvarteret avseende markterritoriell ledning i fred, kris och krig. Chefen för Skånska gruppen var dock fortfarande underställd chefen Södra skånska regementet gällande produktionsledning av hemvärnsförbanden samt insatsledning inom utbildningsgruppernas geografiska område. Den 1 januari 2018 delades dock ledningen av Södra skånska regementet och Södra militärregionen, det genom att en separat chefsbefattning för Södra militärregionen tillsattes. Vidare underställdes staben Södra militärregionen i ledningsfrågor direkt chefen insatsledningen i Högkvarteret. I Försvarsmaktens budgetunderlag till regeringen för 2020 föreslogs att de fyra militärregionala staberna från 1 januari 2020 skulle inrättas som egna organisationsenheter. Cheferna för militärregionstaberna föreslogs i sin tur underställas rikshemvärnschefen avseende produktion av utbildningsgrupper och hemvärnsförband. Detta medförde att utbildningsgrupperna överfördes organisatoriskt från ett utbildningsförband till de fyra militärregionala staberna. I regeringens proposition framhöll dock regeringen att den militära regionala indelningen kunde komma att justeras, det beroende på utfallet av utredningen "Ansvar, ledning och samordning inom civilt försvar" (dir. 2018:79). För Södra skånska regementet innebar denna förändring att Skånska gruppen överfördes till Södra militärregionen från och med den 1 januari 2020.

## Verksamhet

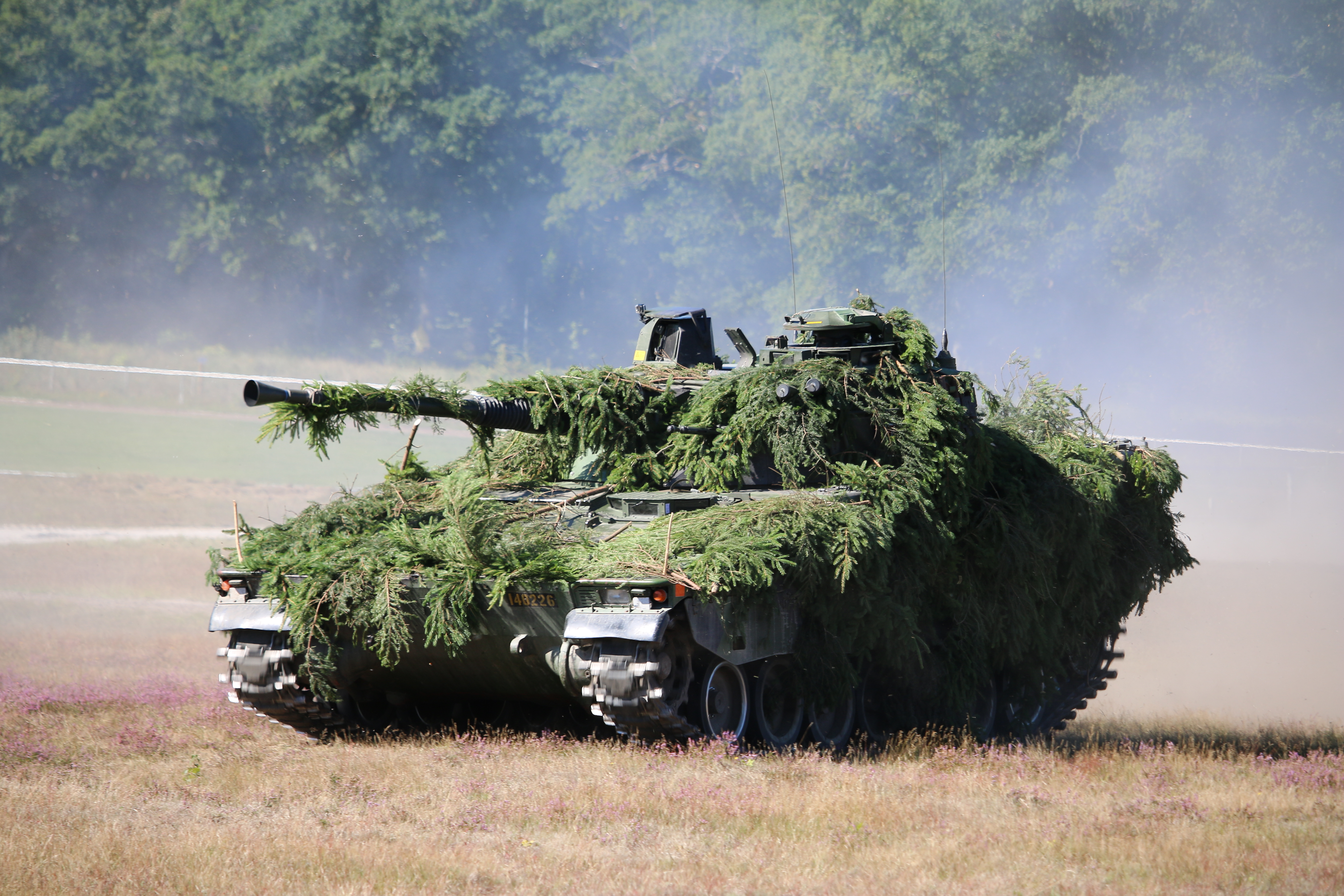
Stridsfordon 90.

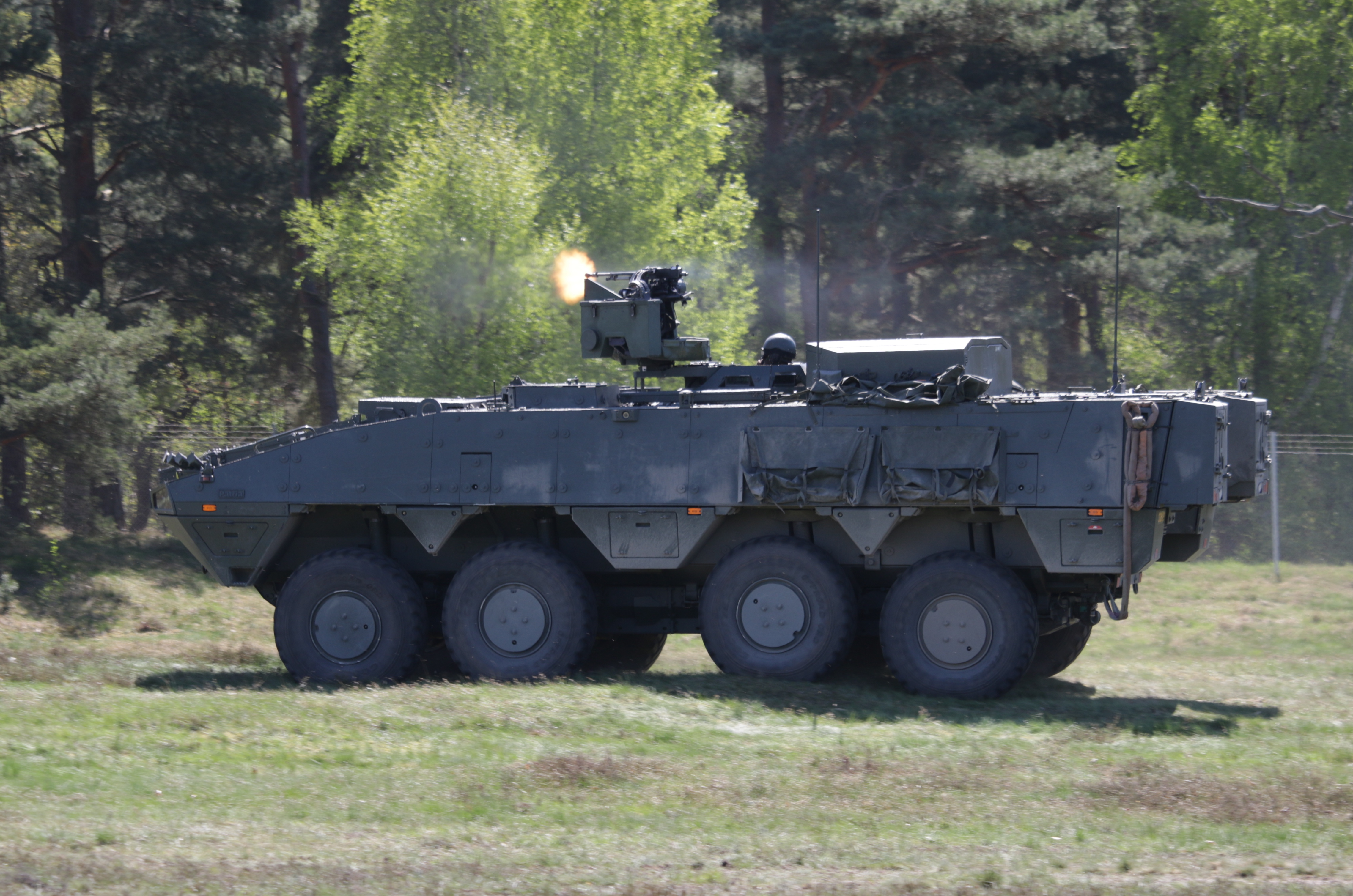
Patgb 360.

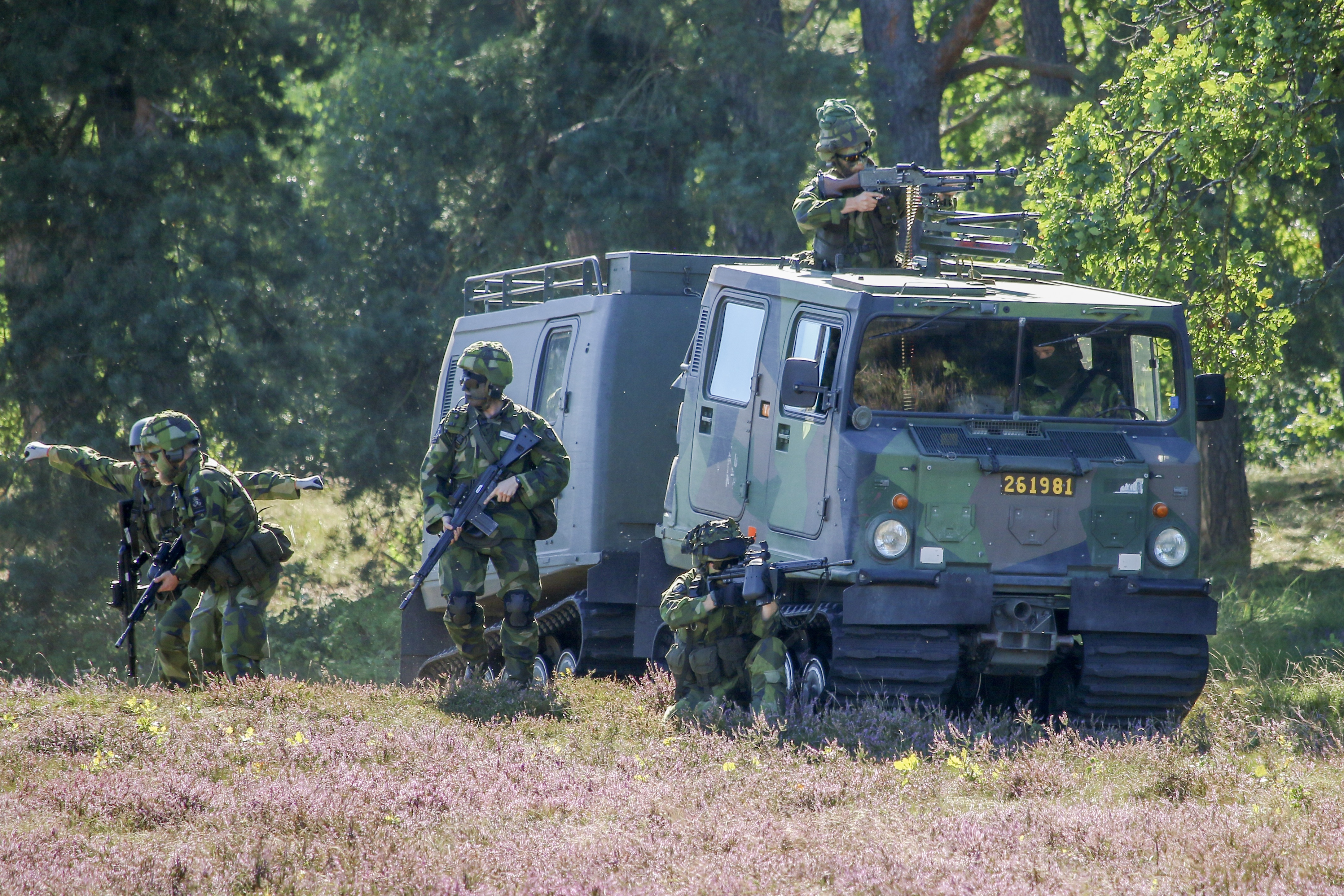
Bv 206.

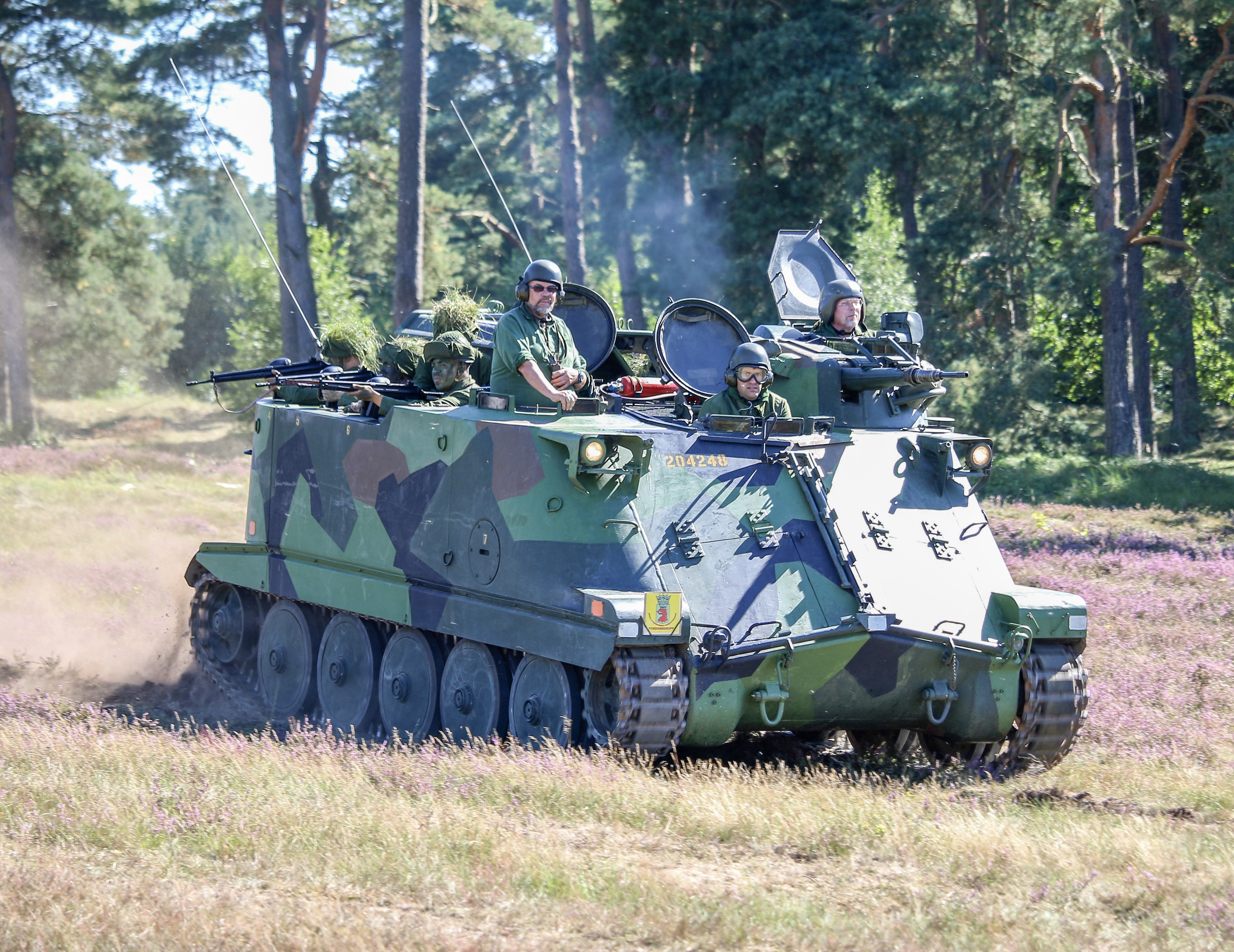
Pbv 302.

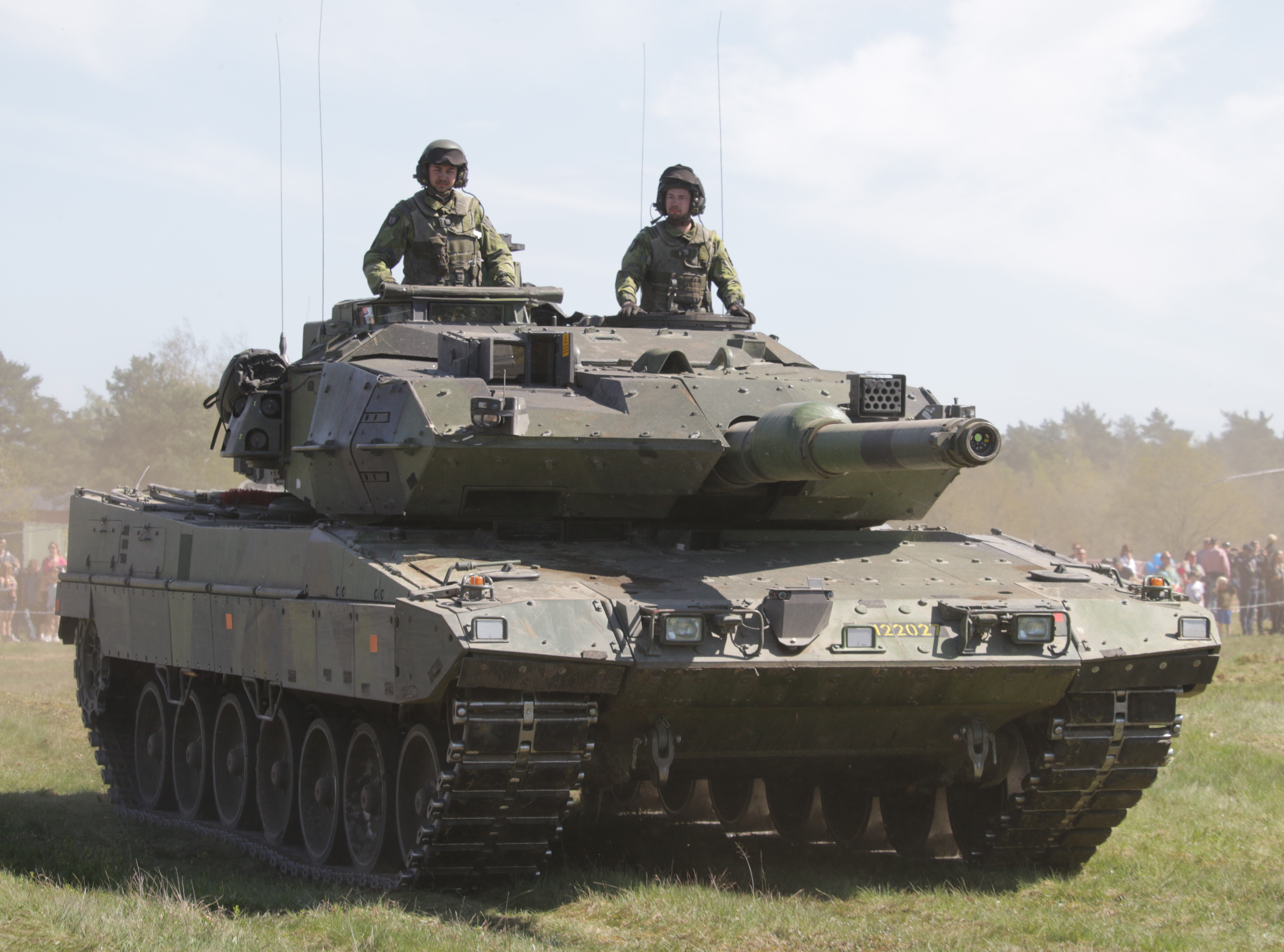
Stridsvagn 122.

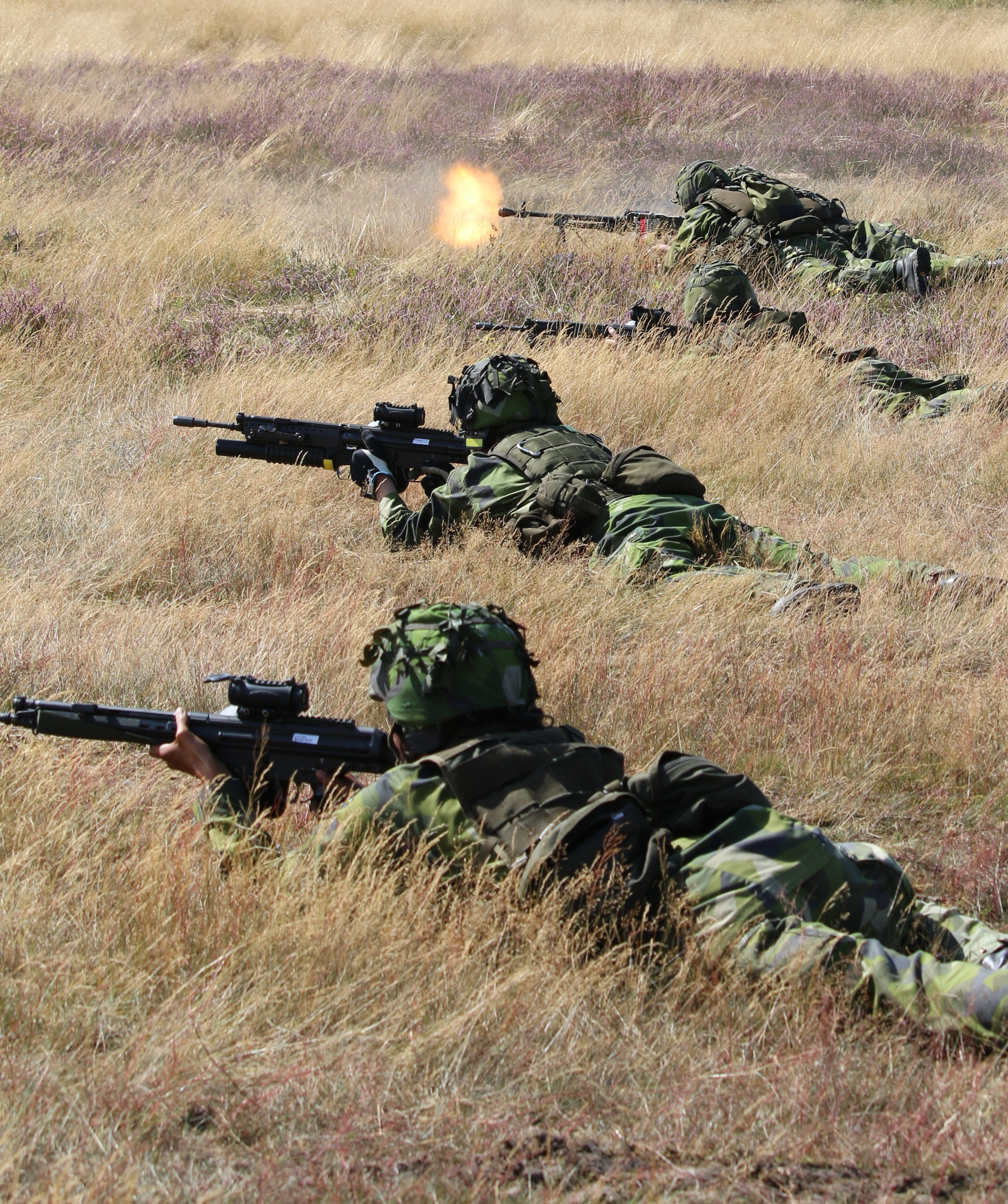
Skyttesoldater från Hemvärnet

### Nationell verksamhet
Regementet består sedan 2011 av två mekaniserade bataljoner, en stående och en kontrakterad. Vidare ingår Hemvärnsgruppen Skånska gruppen (SSK) i regementet, vilken består av fyra hemvärnsbataljoner. Regementschef är överste Lennart Widerström. Vid regementet tjänstgör cirka 270 yrkesofficerare, cirka 600 reservofficerare och cirka 60 civilanställda.
Förbandets uppgift är att "Utbilda mekaniserade skytteförband med olika stridsfordon, skyttesoldater och underhållsfunktioner". Förbandet är bland annat utrustat med Patgb 203 och Stridsfordon 90. Förbandet är specialutbildat för mekaniserad strid, men kan sättas in i alla delar av landet och internationellt. Vidare är Södra skånska regementet ansvarigt för Försvarsmaktens strategiska reserv perioden 1 oktober 2010 till 30 september 2012.

### Internationell verksamhet
IA 06
Södra skånska regementet utbildade tidigare en snabbinsatsstyrka (IA 06), bestående av ett mekaniserat skyttekompani med 10 dagars beredskap för internationella insatser. IA 06 och de erfarenheter som drogs vid denna utbildning var också tänkta att ligga till grund för uppsättandet av Nordic Battlegroup 08, som stod klar 2008. IA06 insattes under den tid de var aktiva i Afghanistan (AQ) och i Kosovo (BQ,CQ,DQ). De medaljerades för detta med ÖB:s förtjänsttecken för utlandstjänst samt ISAF respektive NATO non article 5. Efter IA 06 lösts upp spreds förbandet till KS 16 (stommen i skyttekompaniet utgjordes av IA 06), FS 14, EB 07, anställda vid regementet samt till den civila marknaden. IA 06 erkändes som de första svenska yrkessoldaterna på över 100 år.
712. mekskkomp (NBG)
Var det kompani tillhörande Nordic Battlegroup 08 som utbildades vid Södra skånska regementet i Revingehed. Chef var major Johnny Eriksson. Inryckningen och utbildningen för kompaniet började v.726 och den 1 januari 2008 började beredskapstiden. Kompaniet höll en beredskap på tio dagar under sin beredskapstid (Readiness 10 =R10), inom denna tid skulle kompaniet kunna sättas in i operationsområdet max 600 mil från Bryssel. Nordic battlegroup sattes aldrig in, utan efter kontraktstiden slut omformades 712. mekaniserade skyttekompaniet (712. mekskkomp) till B-Coy och sattes i något förändrat skick in i Kosovo under missionen KS 18.
IA 10
Södra skånska regementet står för en snabbinsatsstyrka, IA 10 även känt som 711. kompaniet, vilken ingick i Försvarsmaktens strategiska reserv under tiden 1 oktober 2010–30 september 2012. Styrkan bestod av ett mekaniserat skyttekompani med tio dagars beredskap för internationella insatser.
Afghanistan
Södra skånska regementet var uppsättande förband för kontingenten FS 24, den sista större svenska operativa styrkan i Afghanistan.
Mali
Regementet var/är uppsättande förband för underrättelseförbanden (ISR Task Force), Mali 04 och Mali 05 inom ramen för FN-missionen MINSUMA.

### Utbildningskompanier
1. Livkompaniet
2. vakant
3. Skytts kompani (Tross)
4. Wemmenhögs kompani (Stab/Understöd)
5. Herrestads kompani (Pansarskytte)
6. Färs Kompani (Pansarskytte)
7. Ingelstad kompani  (Stridsvagn)
8. Bara kompani (Vakt/Eskort)

## Ingående enheter

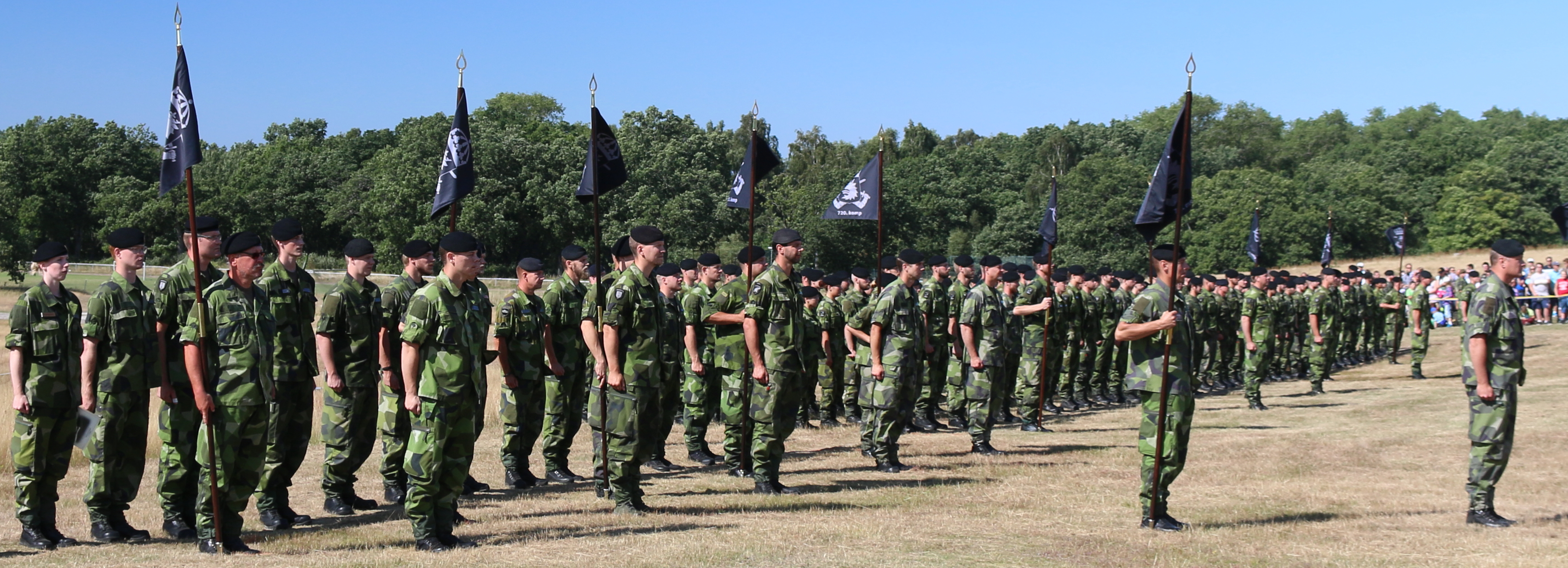
Uppställning vid Regementets dag 2015.

I samband med att Försvarsmakten organiserar Insatsorganisation 2014, kom Södra skånska regementet att sätta upp två så kallade manöverbataljoner. Vidare ingår fyra hemvärnsbataljoner i regementet, vilka understöds av utbildningsgruppen Skånska gruppen och leds via Militärregion Syd (MR S), som har sin stab förlagd vid Revingehed. Bataljonerna förfogar över ett antal olika fordon, bland andra Bandvagn 206, Terrängbil 11, 13 och 20 samt Personbil 8.

### Södra skånska brigaden
Södra skånska brigaden (MekB 7) är en mekaniserad brigad inom svenska armén som har verkat i olika former åren 1943–2000 och återigen från 2022. I samband med försvarsbeslutet 1942 då infanteriregementena satte upp fältregementen och dubbleringsregementen kom istället Södra skånska infanteriregementet att organisera en motorbrigad och ett fältregemente. Genom försvarsbeslutet 1948 infördes brigader i hela armén vilket medförde att armén renodlades till två brigadtyper, infanteribrigader och pansarbrigader, där Södra skånska infanteriregementet kom att stå för Malmöbrigaden (PB 7) och Skånebrigaden (IB 37). Södra skånska brigaden bildades 1949 under namnet Malmöbrigaden (PB 7), genom att 7:e motorbrigaden omorganiserades till förbandstypen pansarbrigad 49. Brigaden fick samtidigt namnet Malmöbrigaden (PB 7). År 1994 kom Malmöbrigaden att omorganiserades till en mekaniserad brigad och bytte namn och beteckning till Södra skånska brigaden (MekB 7). Samtidigt avskildes den från regementet och blev från 1 juli 1994 ett kaderorganiserat krigsförband inom Södra militärområdet (Milo S). I samband med att Södra skånska regementet uppgick i brigaden den 1 januari 1998, gjordes en namnändring till Södra skånska regementet och Södra skånska brigaden (MekB 7). I samband med försvarsbeslutet 2000 avvecklades brigaden den 30 juni 2000 och regementet återupprättades under sitt gamla namn, Södra skånska regementet (P 7). Genom försvarsbeslutet 2020 återetablerades brigaden som krigsförband vid regementet.

### 71.bataljonen
71. bataljonen ursprungligen 71. Motoriserade skyttebataljonen, är ett krigsförband som sattes upp under 2010, och är en så kallad stående bataljon vilket innebär att bataljonens personal i huvudsak är fast anställd.  Bataljonen består av cirka 400 soldater, vilka bemannar olika befattningar till stabs- och understödskompani, pansarskyttekompanier, samt ett trosskompani. Bataljonen är en lätt bataljon och är i huvudsak utrustad med Pansarterrängbil 360 (Patgb 360). I Nordic Battlegroup 15 var bataljonen en så kallad Core Battalion.
Bataljonen består av en bataljonsstab samt fem kompanier:
- 710. kompaniet: Stabs- understödskompani
- 711. kompaniet: Skyttekompani
- 712. kompaniet: Skyttekompani
- 713. kompaniet: Grundutbildningskompani (GU-kompani)
- 714. kompaniet: Trosskompani

### 72.bataljonen
72. bataljonen, ursprungligen 72. Mekaniserade bataljonen, är ett krigsförband som sattes upp under 2010/2011. Bataljonen är idag utrustad med Stridsfordon 90. Bataljonen är en så kallad kontrakterad bataljon av främst tidvis tjänstgörande personal och består av cirka 900 kontrakterade soldater, vilka tjänstgör under övningar och utlandsuppdrag. Under 2016 planeras bataljonen att tillföras ett stridsvagnskompani.

## Tidigare ingående enheter

### Malmö försvarsområde
Malmö försvarsområde (Fo 11) bildades den 1 oktober 1942 och hade sin stab lokaliserad till Västra Kanalgatan 1 i Malmö. Den 1 oktober 1945 förlades staben till Rundelsgatan 16E och den 19 september 1955 Hjälmarekajen 7. Den 1 oktober 1956 samlokaliserades staben i Malmö med Malmö marina bevakningsområde (BoMö). Från den 4 november 1968 till den 30 september 1976 var staben samgrupperade med Malmö marina bevakningsområde vid Stora Nygatan 29. Efter att Helsingborgs och Ystads försvarsområde tillkom, kom staben även ha viss förrådsverksamhet vid Bergakasernen i Helsingborg och vid regementet i Ystad. Försvarsområdesstaben flyttades till Ystad den 1 januari 1976, men kvarstod med delar av staben vid Stora Nygatan, vilken från den 1 september 1982 lokaliserades till Skånska luftvärnsregementet före detta kaserner vid Husie kyrkoväg. I samband med OLLI-reformen den 1 juli 1976 uppgick Malmö försvarsområde i Södra skånska regemente (P 7). Den 1 januari 1998 kom Malmö försvarsområde och Kristianstads försvarsområde, tillsammans bildade Skånes försvarsområde, med stab i Hässleholm. Malmö försvarsområde upplöstes och avvecklades den 31 december 1997.

### Skånska gruppen
Skånska gruppen är en utbildningsgrupp som bildades som en försvarsområdesgrupp den 1 januari 1998. Gruppen bildades under namnet Södra skånska gruppen i samband med att Malmö försvarsområde avvecklades. Den 1 juli 2005 sammanslogs gruppen med Skånska dragongruppen och antog namnet Skånska gruppen. Genom försvarsbeslutet 2004 kom gruppen från den 1 januari 2006 att bli en del av Södra skånska regementet. Gruppen administrerar, utbildar och stödjer hemvärnet i Skånes län, med bataljonsdelar i Berga i Helsingborg, Husie i Malmö samt Rinkaby. Den 1 januari 2020 överfördes gruppen organisatoriskt till Södra militärregionen.

### Södra militärregionen
Södra militärregionen (MR S) är en är militärregion som bildades den 1 januari 2013 och var fram till 31 december 2018 en del av Södra skånska regementet i fred, men lyder under chefen insatsledningen i Högkvarteret avseende markterritoriell ledning i fred, kris och krig. Militärregionen omfattas av bland annat en militärregionstab för regional planering, förberedelser med Totalförsvaret och svarar för ledning vid nationell krishantering och krig. Militärregionen omfattar Blekinge län, Jönköpings län Kalmar län Kronobergs län, Skåne län och Östergötlands län. Från det att militärregionen bildades 2013 var chefen för Södra skånska regementet även chef för Militärregion Syd. Den 1 oktober 2018 delades dock ledningen av Södra skånska regementet och Militärregion Syd, det genom att en separat chefsbefattning för Militärregion Syd tillsattes. Inriktningen inom Försvarsmakten är att från den 1 januari 2020 ska samtliga militärregioner bli självständiga förband, inom Försvarsmakten benämnd som organisationsenhet (OrgE). Därvid kommer de samtidigt att överta ledningen även i fredstid av utbildningsgrupperna med dess hemvärnsbataljoner. Respektive militärregion kommer därmed att tilldelas ett så kallat produktionsledningsansvar.

## Förläggningar och övningsplatser

### Förläggning
Regementet som från början var ett infanteriregemente, Södra skånska infanteriregementet, övertog den 1 januari 1928 det kasernområde på Dragongatan i Ystad, som fram till den 31 december 1927 tillhört Skånska dragonregementet (K 6). Kasernområdet uppfördes 1897, och efter 1892 års härordnings byggnadsprogram, och bestod ursprungligen av två kavallerikaserner. Efter 1901 års härordning uppfördes ytterligare kaserner inom området, vilka ritades av Erik Josephson. Fram till 1982 bedrev regementet utbildning både i Ystad och Revingehed. Den 26 maj 1982 hölls en avskedsceremoni i Ystad, och den 10 juni var hela utbildningsbataljonen samlad i Revingehed.
Från den 1 juli 1982 övertogs större delen av kasernetablissementet av Skånska luftvärnsregementet (Lv 4), vilka omlokaliserades från Malmö. Den 31 december 1997 avvecklades Södra skånska regementet samt Skånska luftvärnsregementet. Hela kasernområdet som då bestod av drygt 40 byggnader såldes då till Ystads kommun, och kom senare att förklaras som statligt byggnadsminne. Sedan den 1 juli 1982 är regementet lokaliserat till Revingehed.

### Övningsplatser
Regementet har genom åren haft sin primära övningsplats på Revingehed, vilket togs i bruk 1888. Övningsfältet omfattade 1887 cirka 20 hektar, men kom 1888 att utökas till 100 hektar. Under beredskapstiden utökades övningsfältet till 1000 hektar. Sedan regementet omorganiserades till ett pansarregemente kom övningsfältet att utökas 4400 hektar, och med det blivit Sveriges största pansarövningsfält. 
Även Kabusa skjutfält är ett övningsfält som tillhört regementet sedan 1940-talet. Kabusa skjutfält utökades 1943 och 1971.
Genom de avvecklingar som gjorts genom de olika försvarsbesluten på 1990-talet samt 2000-talet, har det medfört att regementet tillfört förvaltningsansvar över ett antal skjut- och övningsplatser i södra Sverige. Vilket utöver Revingehed- och Kabusa skjutfält inkluderar sedan 1 juli 2000 Norra Åsum, Björka övningsfält, Ravlunda skjutfält och Rinkaby skjutfält, vilka övertogs från Skånska dragonregementet (P 2).

## Heraldik och traditioner

Södra skånska regementets vapen 1994-1997.

Sedan den 1 juli 2000 för regementet i första hand traditionerna vidare för Skånska dragonregementet (P 2) och  Skånska dragonbrigaden (MekB 8), i andra hand för Norra skånska regementet (P 6) och Skånska luftvärnskåren (Lv 4). Traditionerna för Norra skånska regementet (P 6), Skånska kavalleriregementet (K 2), Skånska husarregementet (K 5), Skånska dragonregementet (K 6) och Kronprinsens husarregemente (K 7) förs vidare av hemvärnsbataljonerna i Skåne.

### Förbandsfanor
I samband med att regementet omorganiserades till ett pansarförband, kom regementet att föra 1961 års fana från infanteritiden. Fanan tilldelades den 20 augusti 1961 av kung Gustaf VI Adolf i samband med regementets 150-årsjubileum. År 1998 troppades fanan och ersattes av en ny, vilken då fördes av Södra skånska regementet och Södra skånska brigaden (MekB 7). Från den 1 juli 2000 förs fanan av regementet vid sidan om Skånska dragonregementets standar.

### Kamratförening
Vid Södra skånska regementet bildades den 22 augusti 1937 kamratföreningen Södra skånska regementets kamratförening, vilken är en ideell förening och har som syfte att vara en länk och samlingsplats mellan anställda eller värnpliktiga som tjänstgjort vid Södra skånska regementet, Malmö försvarsområdesstab och Södra skånska brigaden, vidare vårdar föreningen förbandets minne och traditioner.

### Utmärkelsetecken
Vid regementet instiftades 1913 Södra skånska infanteriregementets (I 7) förtjänstmedalj i guld/silver/brons (SSkånregGM/SM/BM). Förtjänstmedaljen övertogs 1963 av Södra skånska regementets (P 7). Åren åren 1976–1987 benämndes medaljen Södra skånska regementets och Malmö försvarsområdes förtjänstmedalj i guld, och åren 1987–1999 för Södra skånska regementets och Södra skånska brigadens förtjänstmedalj.

## Materiel vid förbandet
| Fordon - Stridsvagn 122 - Stridsfordon 90 - Patgb 203 - Patgb 360 - Bv 206 - Bv 309 - Tgb 11, 13, 20 - Pb 8 | Pjäser - Granatkastare m/41 (120 mm) |

## Förbandschefer
Regementschefer verksamma från att regementet organiserades som ett pansarförband. För regementschefer innan 1963, se Södra skånska infanteriregementet. För åren 1998–2000, se Södra skånska regementet och Södra skånska brigaden.

- 1962–1968: Överste Carl Eric Svärd
- 1968–1972: Överste Gösta Hökmark
- 1972–1975: Överste Bertil Green
- 1976–1978: Överste 1. gr. Claes Carlsten
- 1978–1986: Överste 1. gr. Bertil Green
- 1986–1988: Överste 1. gr. Sven-Åke Jansson
- 1988–1995: Överste 1. gr. Gert Nilsson
- 1995–1997: Överste 1. gr. Christer Sterning
- 1997–1997: Överste Gunnar Jansson [d]
- 1998–2000: Se Södra skånska regementet och Södra skånska brigaden
- 2000–2004: Överste Anders Emanuelson
- 2004–2007: Överste Lars Hammarlund
- 2007–2011: Överste Jan Pålsson
- 2011–2015: Överste Michael Nilsson [e]
- 2015–2015: Överstelöjtnant Peter Nilsson [f]
- 2015–2017: Överste Stefan Smedman [g]
- 2017–2018: Överstelöjtnant Peter Nilsson [h]
- 2018–2020: Överste Bo Stennabb [i]
- 2020–2021: Överstelöjtnant Magnus Olsson [j]
- 2021–2025: Överste Lennart Widerström [k]
- 2025–20xx: Överste Annelie Olausson [l]

## Namn, beteckning och förläggningsort
| Kungl. Södra skånska regementet | 1963-04-01 | – | 1974-12-31 |
| Södra skånska regementet        | 1975-01-01 | – | 1997-12-31 |
| Södra skånska regementet        | 2000-07-01 | – |            |

| P 7       | 1963-04-01 | – | 1975-12-31 |
| P 7/Fo 11 | 1976-01-01 | – | 1997-12-31 |
| P 7       | 2000-07-01 | – |            |

| Ystads garnison (F)                | 1963-04-01 | – | 1997-12-31 |
| Revinge garnison (F)               | 2000-07-01 | – |            |
| Revingehed (Ö)                     | 1963-04-01 | – |            |
| Björka övningsfält (Ö)             | 2000-07-01 | – |            |
| Kabusa skjutfält (Ö)               | 194?-??-?? | – |            |
| Norra Åsum (Ö)                     | 2000-07-01 | – |            |
| Pansarövningsfältet Revingehed (Ö) | 1963-04-01 | – |            |
| Ravlunda skjutfält (Ö)             | 2000-07-01 | – |            |
| Rinkaby skjutfält (Ö)              | 2000-07-01 | – |            |

## Galleri
Några byggnadsminnesmärkta hus på garnisonen. 

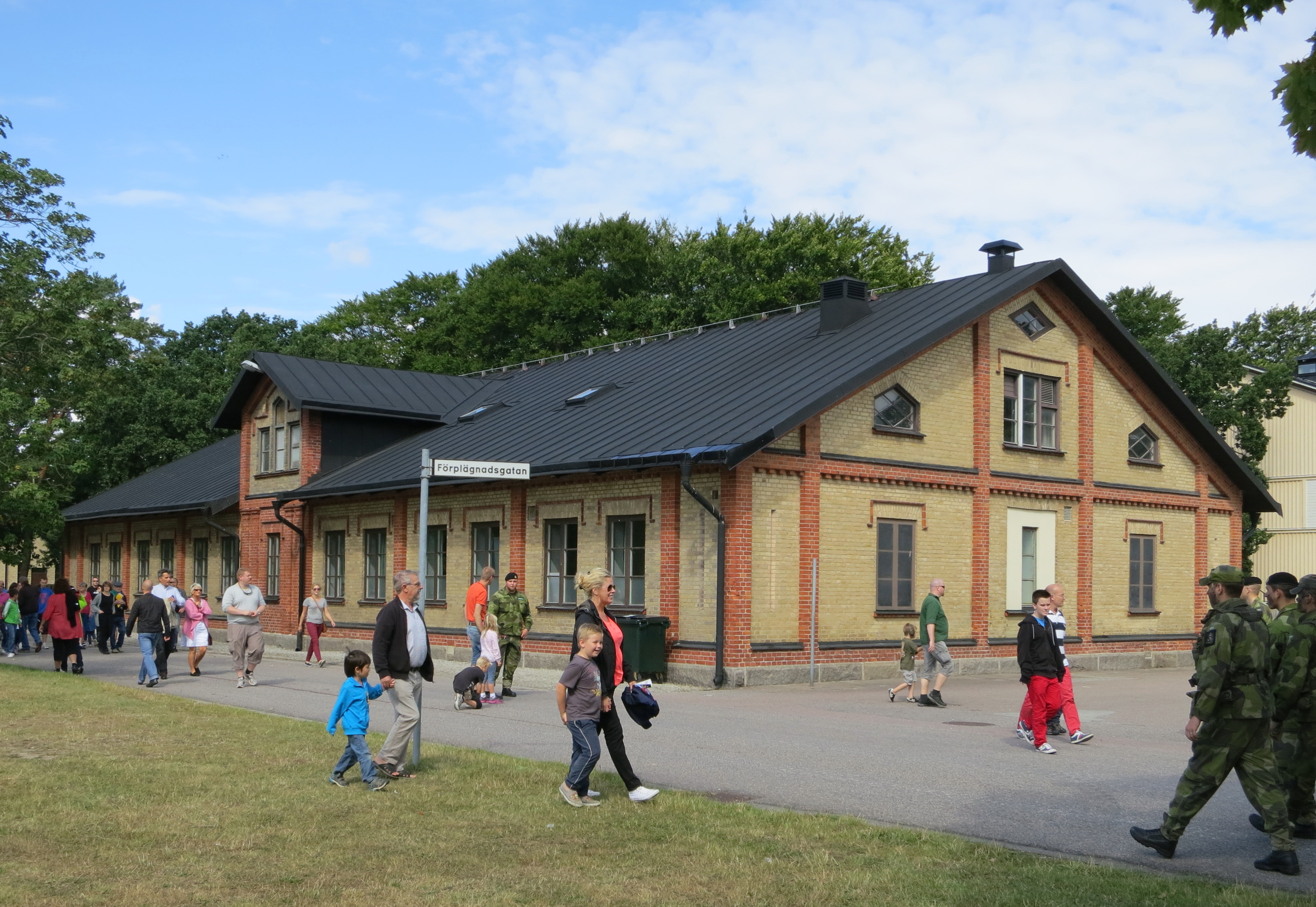
Förläggningsbyggnad.
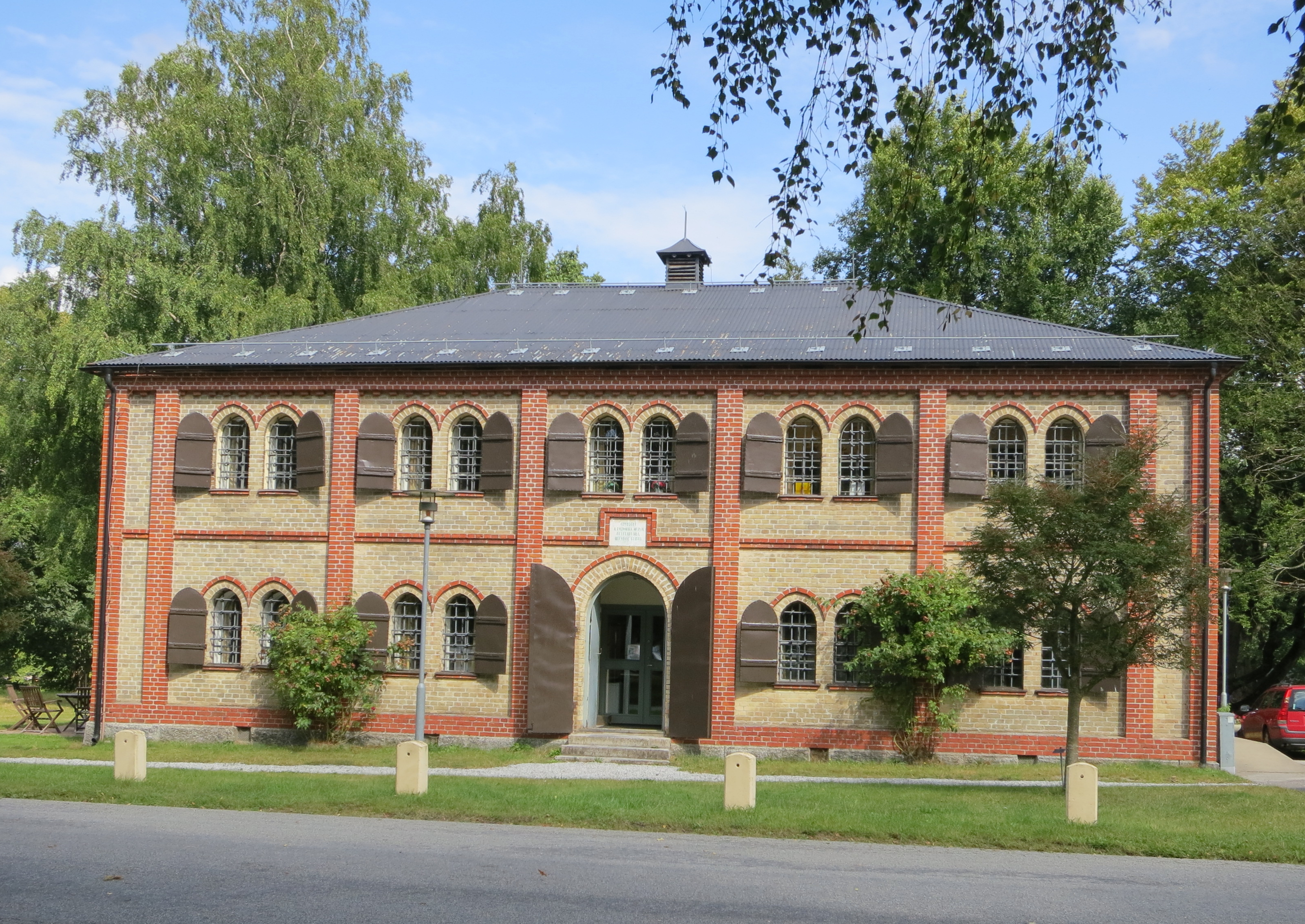
Tvedöraförrådet.
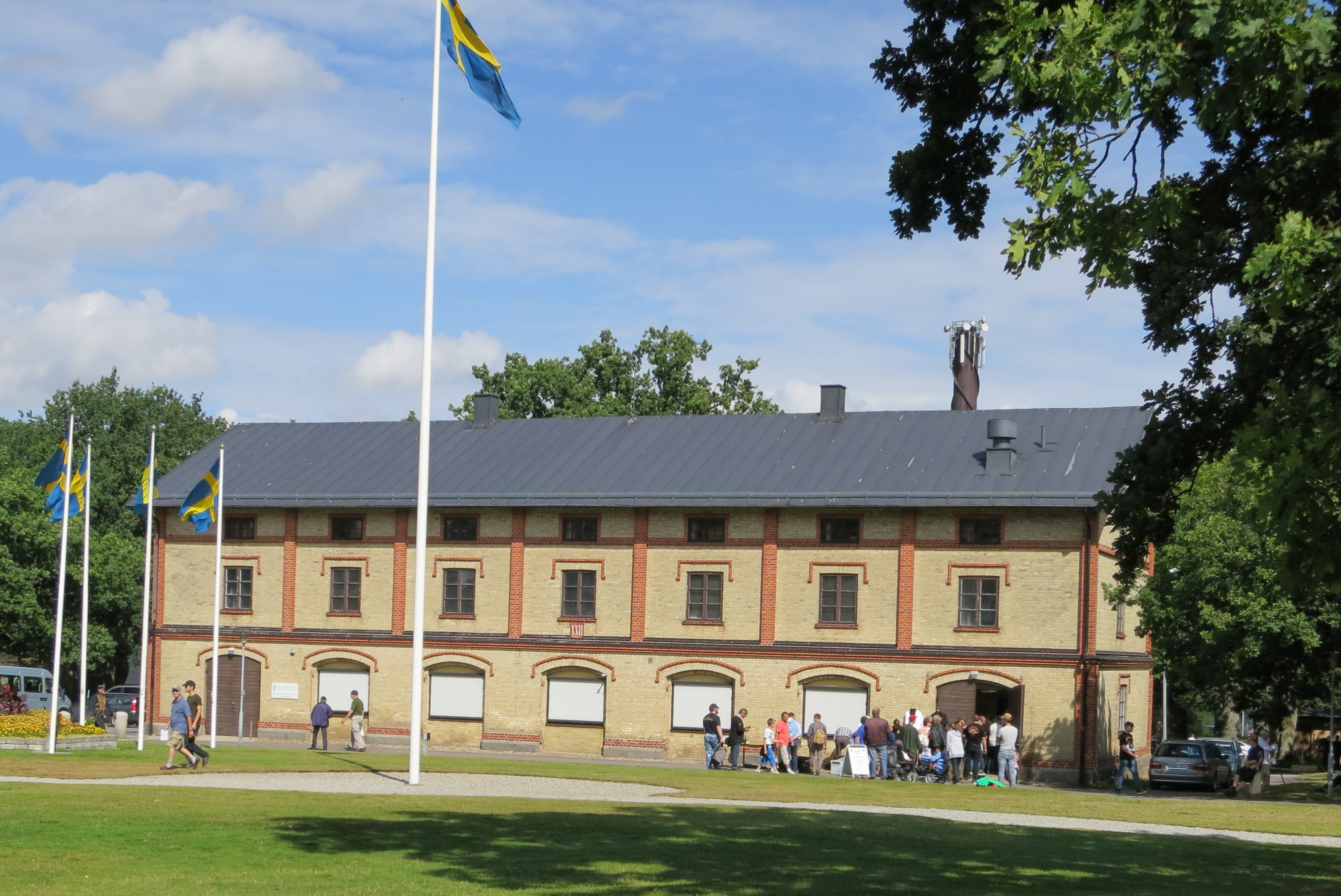
Stora förrådet.
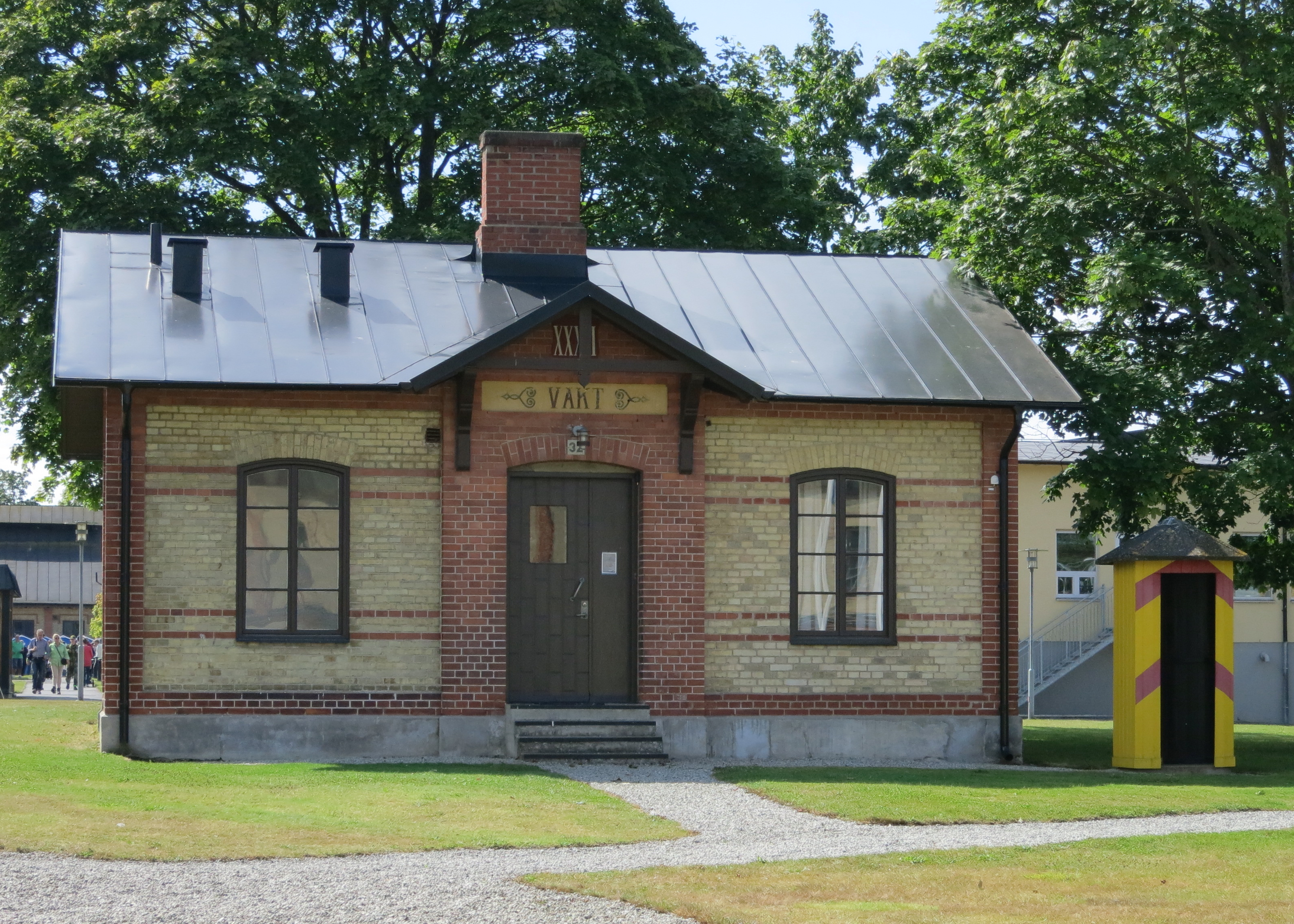
Gamla vakten.
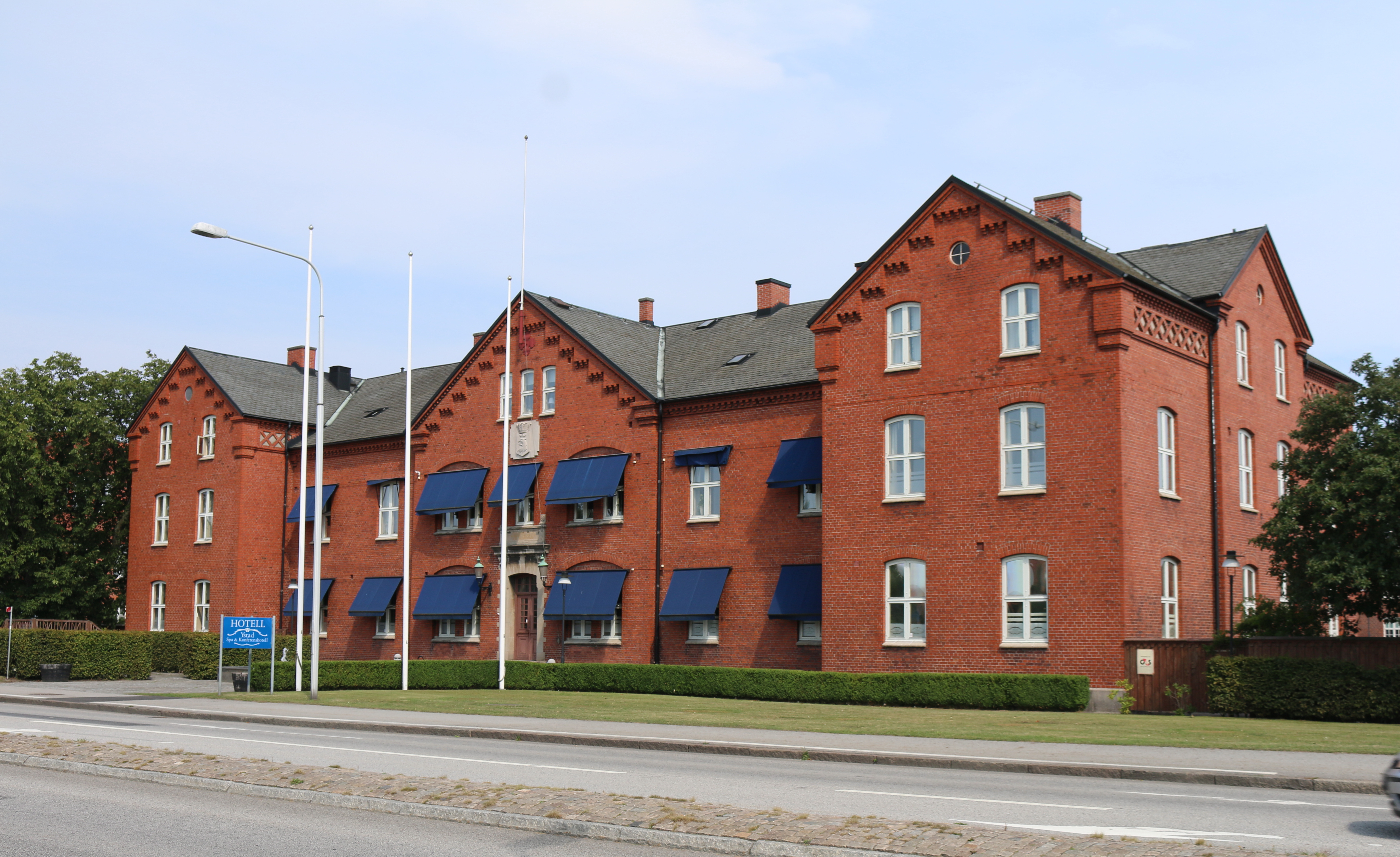
Regementets före detta kanslihuset i Ystad.
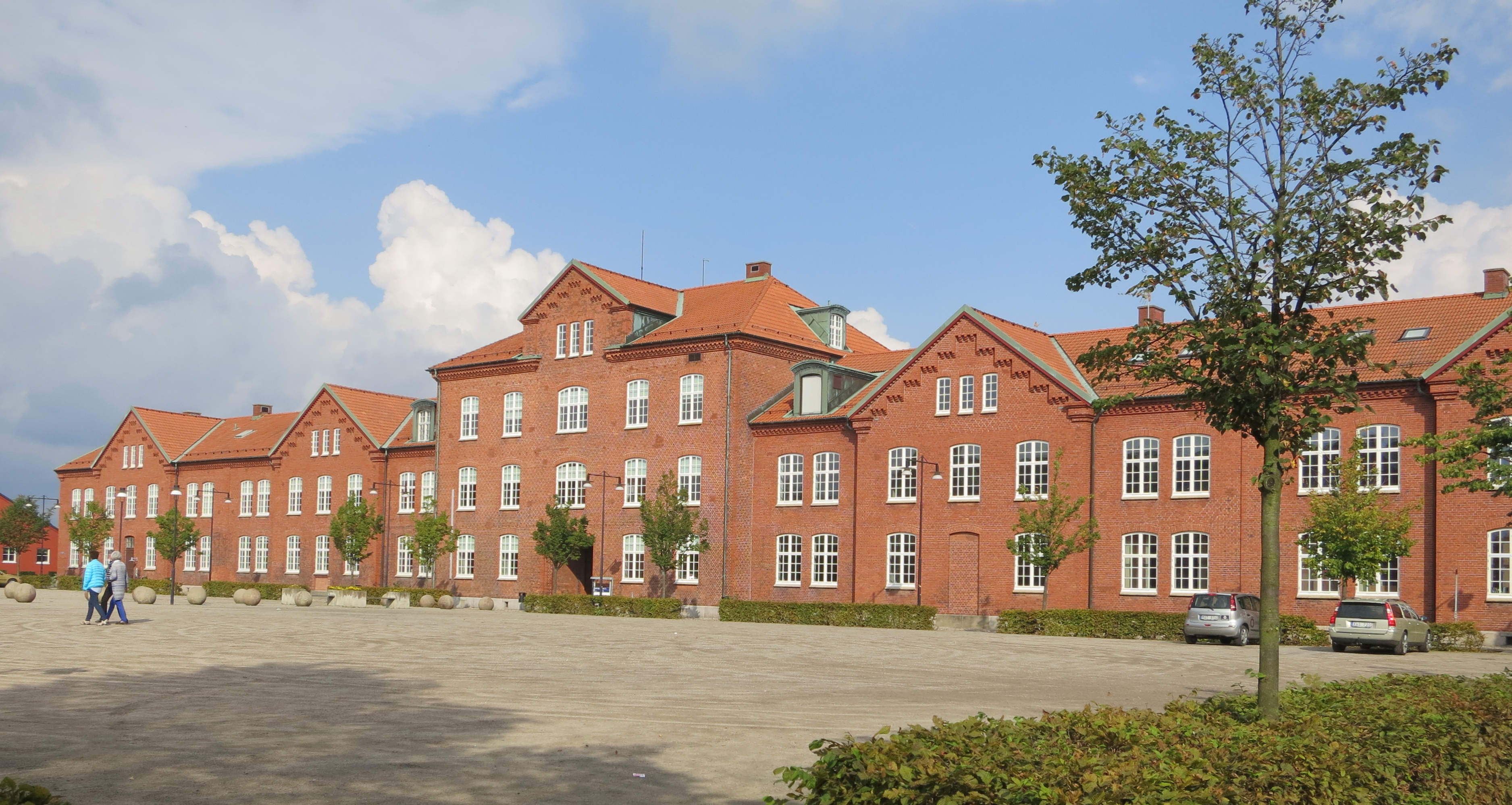
Regementets före detta skolhus och kaserner i Ystad.
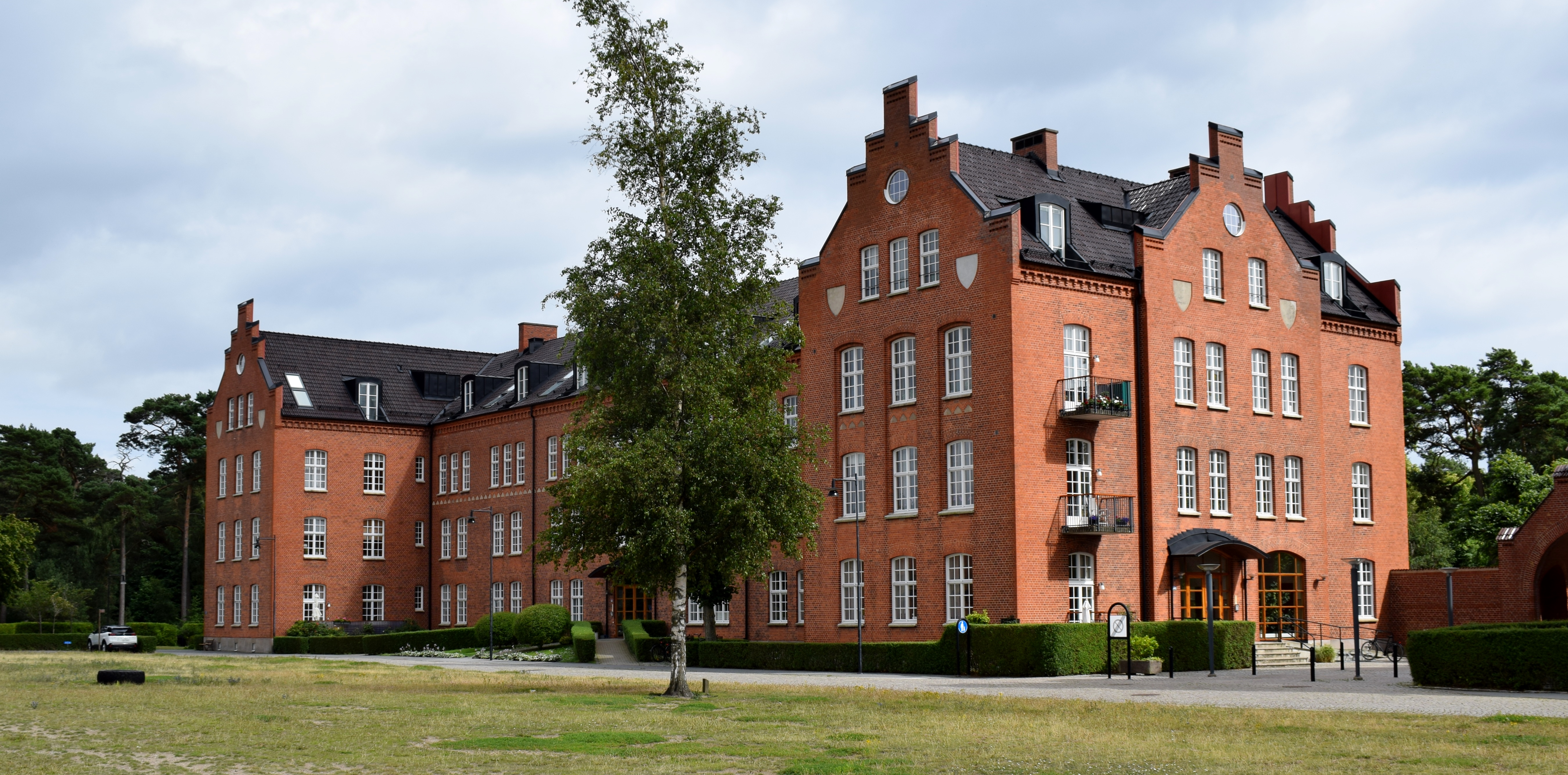
En av regementets före detta kaserner i Ystad.
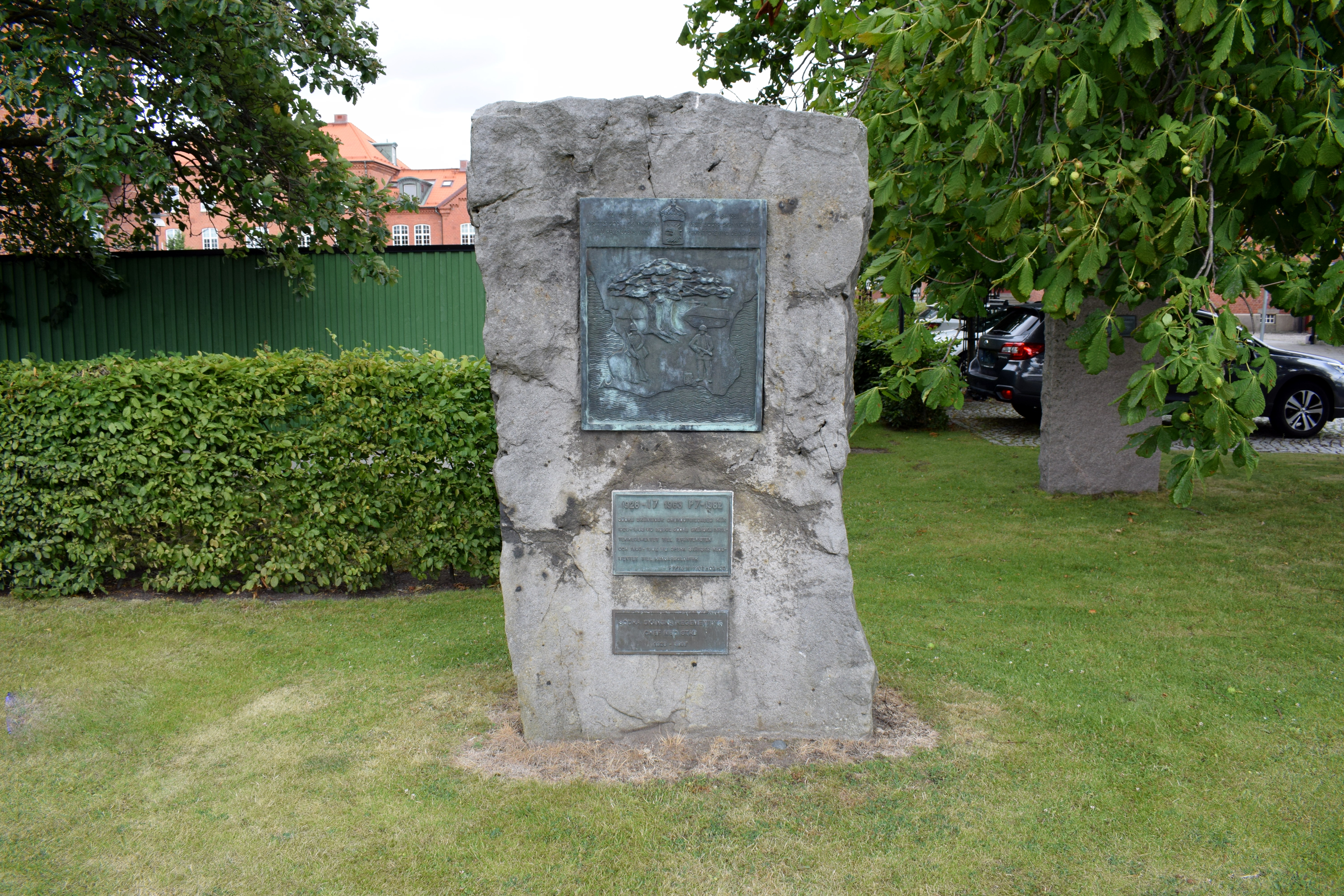
Regementets minnessten i Ystad.